# Elfriede Lohse-Wächtler
Elfriede Lohse-Wächtler, ursprungligen Anna Frieda Wächtler, född 4 december 1899 i Löbtau, död 31 juli 1940 i Pirna, var en tysk målare förknippad med mellankrigstidens expressionism.

## Biografi
Elfriede Lohse-Wächtler växte upp i en borgerlig familj som inte hade någon större förståelse för hennes konstnärliga drömmar. 16 år gammal lämnade hon sitt föräldrahem och började studera vid Kunstgewerbeschule Dresden 1916–1919. Hon lärde känna konstnärerna i den expressionistiska gruppen Dresdner Sezession Gruppe 19 med bland andra Otto Dix, Otto Lange och Conrad Felixmüller. Till sin försörjning arbetade hon med batik och gjorde illustrationer.
1921 gifte hon sig med målaren och sångaren Kurt Lohse och de flyttade till Hamburg 1925. Äktenskapet var olyckligt och paret separerade flera gånger under de följande åren. På grund av svåra ekonomiska bekymmer, då hennes man slösade bort deras inkomster, men även på grund av dennes upprepade kvinnoaffärer, sägs Elfriede Lohse-Wächtler ha fått ett nervöst sammanbrott 1929, vilket ledde till att hon togs in på mentalsjukhuset Friedrichsberg i Hamburg. Här skapade hon vad som kallas Friedrichsberger Köpfe, ett 60-tal teckningar och pasteller, främst porträtt av medpatienter, vilka räknas till en av hennes främsta verkgrupper. Efter två månader lämnade hon sjukhuset och separerade slutgiltigt från sin man. De kommande två åren var hon mycket kreativ och målade många bilder, av Hamburgs hamn, av stadens arbetare och av prostituerade, samt skoningslösa självporträtt. Hon deltog i utställningar, men även om hon lyckades sälja lite och kunde mottaga små stipendier levde hon i bittert armod.
1931 flyttade hon tillbaka till sitt föräldrahem i Dresden på grund av ekonomiska problem. Hennes tillstånd försämrades och konflikterna inom familjen tilltog. Slutligen placerade fadern henne på mentalsjukhuset i Arnsdorf. Hon kände sig förskjuten och ensam, men fortsatte teckna och måla, främst porträtt av andra patienter och vardagsscener. 
I Arnsdorf fick hon diagnosen schizofreni vilket avgjorde hennes öde. Hennes man tog ut skilsmässa 1935 och konstnären förklarades omyndig. Hon tvångssteriliserades samma år i enlighet med nationalsocialistisk lag. 1940 förflyttades hon till eutanasianstalten Pirna-Sonnenstein, där hon gasades ihjäl.

## Verk
Elfriede Lohse-Wächtler verk kännetecknas av en expressiv-figurativ stil som står såväl expressionismen som den nya sakligheten nära. Hennes mest kreativa fas inträffade under åren 1925–1931 i Hamburg. 1937 beslagtog Propagandaministeriet det som fanns av henne i offentlig ägo. Det var nio verk från stadsmuseet i Altona och Museet för konst och hantverk i Hamburg. Dessa klassificerades som Entartete Kunst. Sex av verken förstördes. Efter sin död föll Lohse-Wächtler i glömska. Först mot slutet av 1980-talet återupptäcktes hennes verk som därefter presenterades i ett tiotal utställningar i Tyskland mellan åren 1991 och 2017.

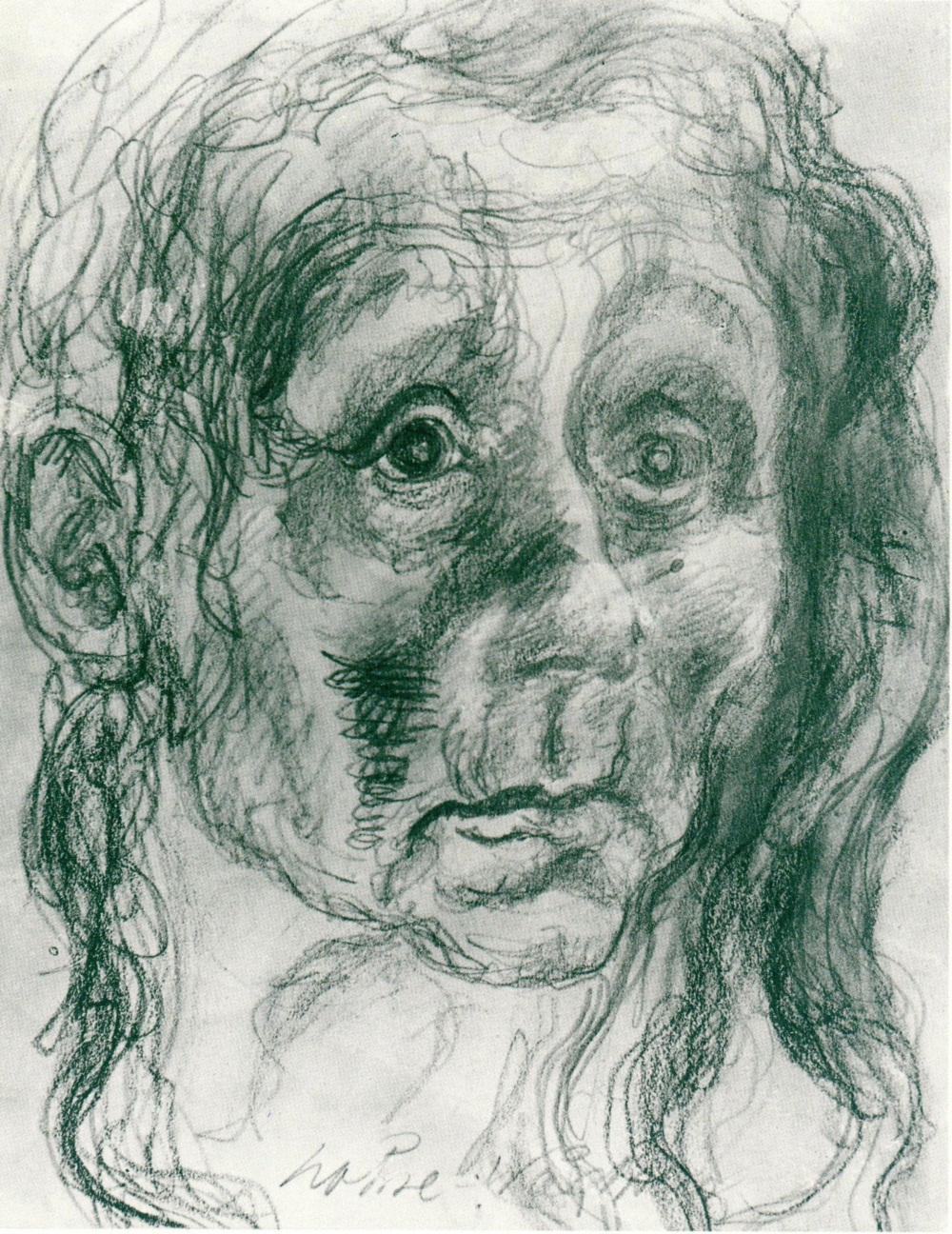
En gammal tant, 1929.
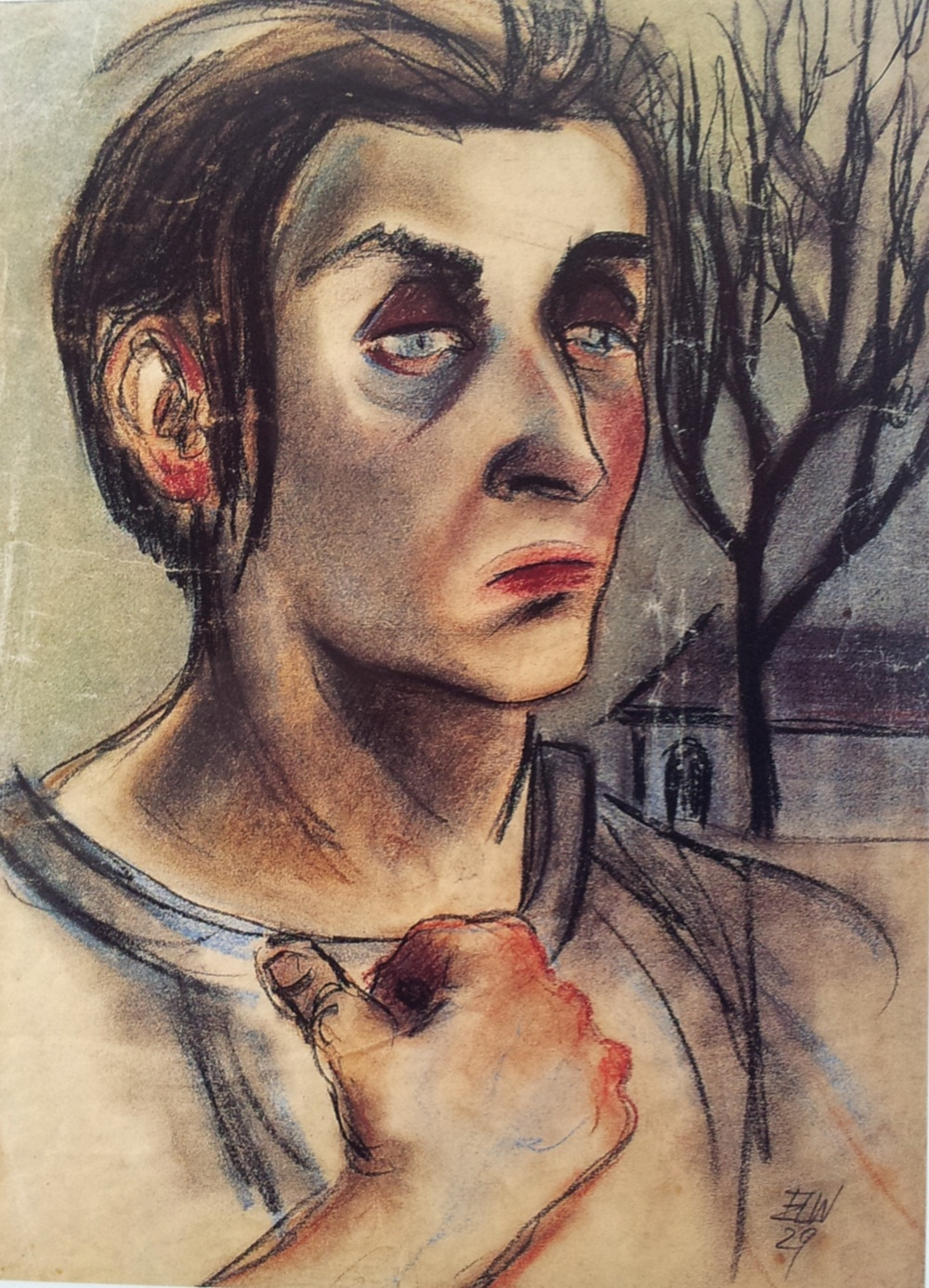
En patient,  1929.
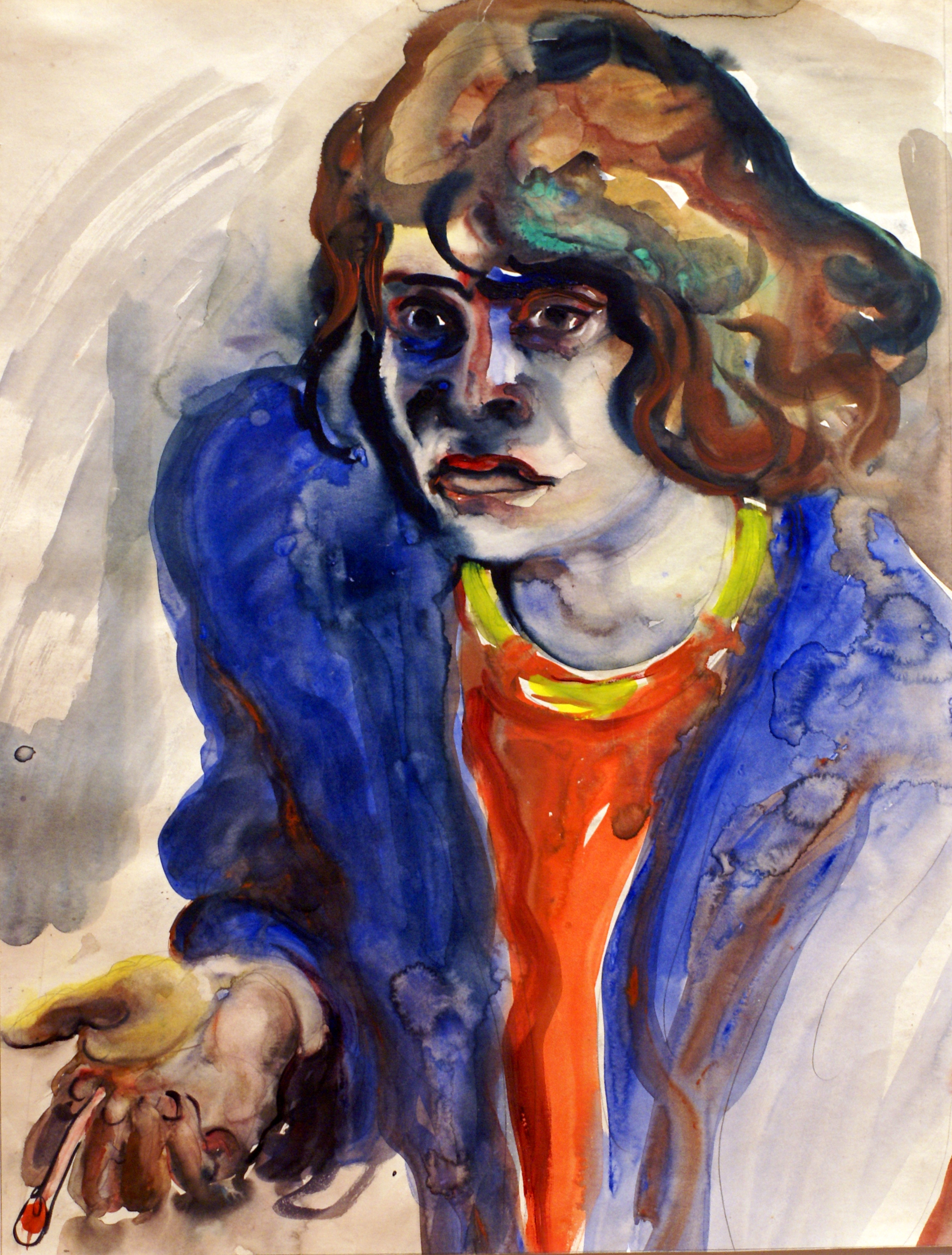
Cigarettpaus (självporträtt), 1931.
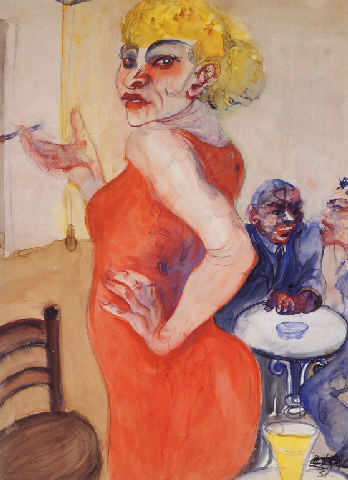
Lissy (självporträtt), 1931.
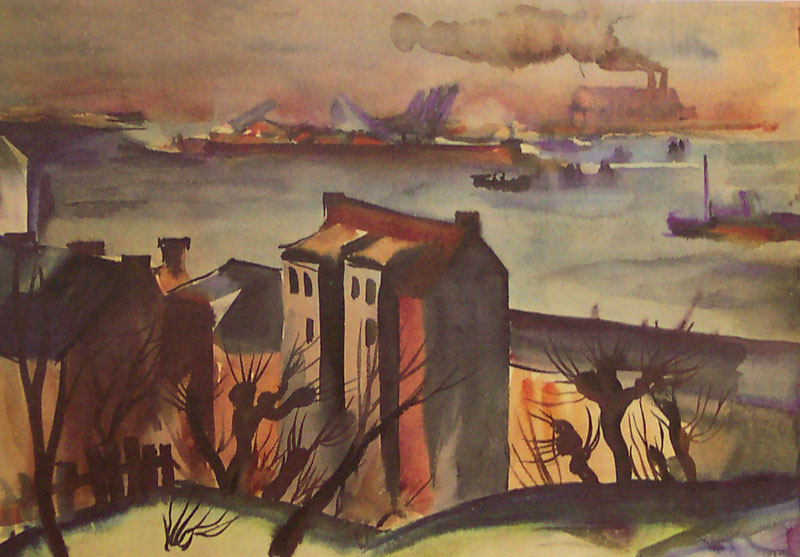
Vy över hamnen, 1929.
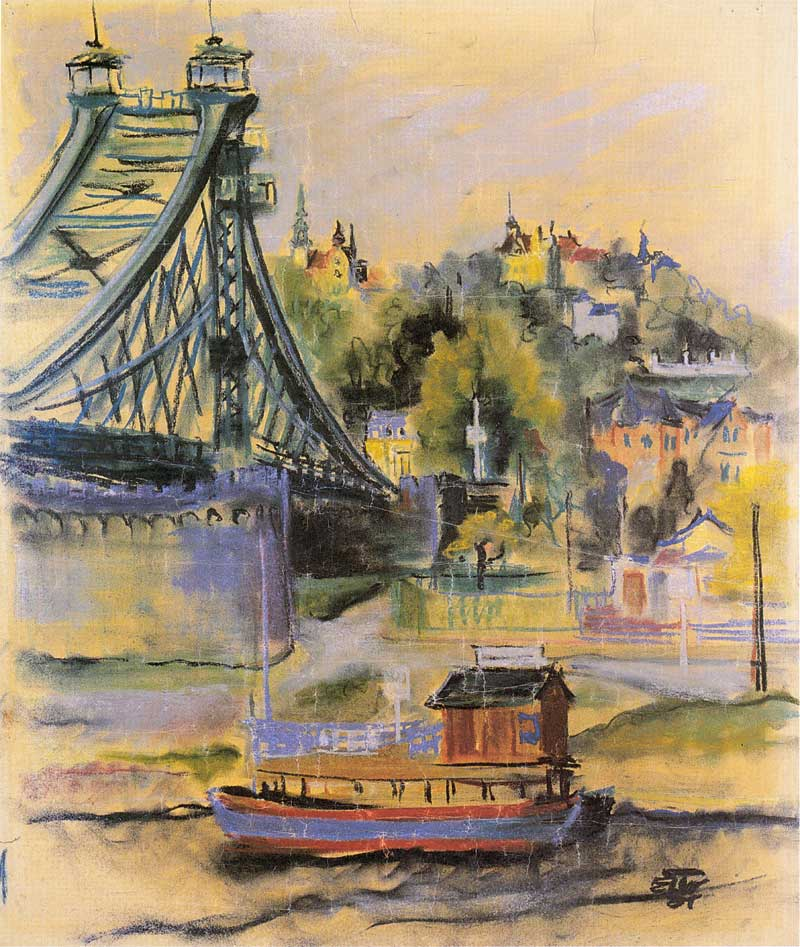
Loschwitzer Brücke, 1931.